# Деміш Гей
Деміш Гей (англ. Demish Gaye, нар. 20 січня 1993) — ямайський легкоатлет, який спеціалізується в спринтерських дисциплінах, призер чемпіонатів світу, переможець та призер континентальних змагань.
На чемпіонаті світу-2019 здобув «срібло» в чоловічій естафеті 4×400 метрів на був четвертим у бігу на 400 метрів з особистим рекордом (44,46).